# Guyra
Guyra – miasto w Australii, w stanie Nowa Południowa Walia.